# La Coma de Nabiners
La Coma de Nabiners és un nucli del municipi de la Ribera d'Urgellet, a l'Alt Urgell. Actualment té 3 habitants, es troba a llevant de la vila d'Arfa, damunt el muntanyam a l'esquerra del torrent de la Coma que aflueix al Segre per l'esquerra. S'hi pot trobar l'església de Sant Romà d'estil romànic. La serra de Nabiners, antigament Nabinarios, és documentada el 959. També hi ha una font d'aigua sulfurosa, aigua de la Coma de Nabiners. Seguint el curs del torrent s'arriba al despoblat de Nabiners.